# Betty McKinnon
Betty McKinnon (Australia, 13 de enero de 1925-24 de junio de 1981) fue una atleta australiana, especialista en la prueba de 4 x 100 m en la que llegó a ser subcampeona olímpica en 1948.

## Carrera deportiva
En los JJ. OO. de Londres 1948 ganó la medalla de plata en los relevos de 4 x 100 metros, corriéndolos en un tiempo de 47.6 segundos, llegando a meta tras Países Bajos y por delante de Canadá, siendo sus compañeras de equipo: June Maston, Shirley Strickland y Joyce King.